# Skiffia
Skiffia – rodzaj ryb karpieńcokształtnych z rodziny żyworódkowatych (Goodeidae).

## Klasyfikacja
Gatunki zaliczane do tego rodzaju:
- Skiffia bilineata – żyworódka dwusmugowa[3]
- Skiffia francesae
- Skiffia lermae
- Skiffia multipunctata